# John Bennett (pilota automobilistico)
John Bennett (Salisbury, 15 settembre 2003) è un pilota automobilistico britannico, vice campione nel 2024 del Campionato GB3.

## Carriera

### Primi anni in monoposto
Nel 2020 Bennett esordisce nel motorsport correndo nel Ginetta GT5 Challenge. Rimasto nella serie anche l'anno seguente ottiene cinque vittorie e chiude secondo in classifica.  
Nel 2022 passa al Campionato GB3 rimanendo legato al team Elite Motorsport. Nel suo primo anno nella serie ottiene un solo podio chiudendo ottavo in classifica. L'anno seguente rimane in GB3 correndo per il team Rodin Carlin. Nella sua seconda stagione ottiene due pole e un altro podio chiudendo decimo in classifica. 
Nel inverno del 2024 prende parte alla Formula Regional Middle East, per poi ritornare nella GB3 con il team JHR Developments. Bennett ottiene tre vittorie e altri otto podi chiudendo secondo in classifica dietro Louis Sharp. Durante l'anno ha preso parte anche a due corse della Formula Regional europea. 

### Formula 2
Per gli ultimi due round della Formula 2, Bennett viene scelto per sostituire Enzo Fittipaldi sul sedile della Van Amersfoort Racing. Nelle quattro gare il pilota britannico riesce ad ottenere a Lusail il settimo posto conquistando i suoi primi punti nella categoria.
L'anno seguente il team olandese conferma Bennett per l'intera stagione della Formula 2.

## Risultati

### Riassunto della carriera
| Stagione | Serie                        | Team                  | Gare | Vittorie | Pole | G.V | Podio | Punti | Pos. |
| -------- | ---------------------------- | --------------------- | ---- | -------- | ---- | --- | ----- | ----- | ---- |
| 2020     | Ginetta GT5 Challenge        | Elite Motorsport      | 14   | 0        | 0    | 1   | 3     | 191   | 7°   |
| 2021     | Ginetta GT5 Challenge        | Elite Motorsport      | 18   | 5        | 2    | 4   | 10    | 411   | 2°   |
| 2022     | Campionato GB3               | Elite Motorsport      | 24   | 0        | 0    | 0   | 1     | 262.5 | 8°   |
| 2023     | Campionato GB3               | Rodin Carlin          | 23   | 0        | 2    | 0   | 1     | 217   | 10°  |
| 2024     | Formula Regional Middle East | Evans GP              | 14   | 0        | 0    | 0   | 0     | 1     | 23°  |
| 2024     | Campionato GB3               | JHR Developments      | 23   | 3        | 3    | 5   | 11    | 456   | 2°   |
| 2024     | Formula Regional europea     | KIC Motorsport        | 2    | 0        | 0    | 0   | 0     | 0     | 30°  |
| 2024     | Formula 2                    | Van Amersfoort Racing | 4    | 0        | 0    | 0   | 0     | 4     | 28°  |
| 2025     | Formula 2                    | Van Amersfoort Racing | 1    | 0        | 0    | 0   | 0     | 0*    | *    |

* Stagione in corso.

### Risultati Formula 2
(legenda) (Le gare in grassetto indicano la pole position) (Le gare in corsivo indicano Gpv)
| Anno | Team                  | 1   | 2   | 3   | 4   | 5   | 6   | 7   | 8   | 9   | 10  | 11  | 12  | 13  | 14  | 15  | 16  | 17  | 18  | 19  | 20  | 21  | 22  | 23  | 24  | 25  | 26  | 27  | 28  | Punti | Pos. |
| ---- | --------------------- | --- | --- | --- | --- | --- | --- | --- | --- | --- | --- | --- | --- | --- | --- | --- | --- | --- | --- | --- | --- | --- | --- | --- | --- | --- | --- | --- | --- | ----- | ---- |
| 2024 | Van Amersfoort Racing | BHR | BHR | JED | JED | ALB | ALB | IMO | IMO | MON | MON | CAT | CAT | RBR | RBR | SIL | SIL | HUN | HUN | SPA | SPA | MNZ | MNZ | BAK | BAK | LUS | LUS | YMC | YMC | 4     | 28°  |
| 2024 | Van Amersfoort Racing |     |     |     |     |     |     |     |     |     |     |     |     |     |     |     |     |     |     |     |     |     |     |     |     | 12  | 8   | 15  | 14  | 4     | 28°  |
| 2025 | Van Amersfoort Racing | ALB | ALB | BHR | BHR | JED | JED | IMO | IMO | MON | MON | CAT | CAT | RBR | RBR | SIL | SIL | SPA | SPA | HUN | HUN | MNZ | MNZ | BAK | BAK | LUS | LUS | YMC | YMC | 1*    |      |
| 2025 | Van Amersfoort Racing | 18  | C   | 17  | 20  | 20  | 20  | 19  | 20  | Rit | 11  | Rit | 18  |     |     |     |     |     |     |     |     |     |     |     |     |     |     |     |     | 1*    |      |

* Stagione in corso.